# Paulo Madeira
Paulo Sérgio Braga Madeira, meglio conosciuto come Paulo Madeira (Luanda, 6 settembre 1970), è un ex calciatore angolano naturalizzato portoghese, di ruolo difensore.

## Carriera

### Club
Ha giocato con numerose squadre di club portoghesi e brasiliane, tra cui anche il Benfica e Fluminense.

### Nazionale
Ha preso parte con la Nazionale portoghese anche agli europei 1996.

## Palmarès

### Club
- Campionato portoghese: 1

Benfica: 1990-1991
- Coppa di Portogallo: 1

Benfica: 1992-1993

### Nazionale
- Campionato mondiale Under-20: 1

Arabia Saudita 1989